# La Terre des vampires
La Terre des vampires est une série de bande dessinée fantastique française créée par le scénariste David Muñoz, le dessinateur Manuel García et le coloriste Javi Montes, éditée entre 2013 et 2015 par Les Humanoïdes associés.

## Synopsis
Le soleil a disparu, et le monde est un manteau de cendres, après un passage du cataclysme, les vampires errent en toute liberté. Un petit groupe de survivants doit apprendre à se cacher et à tente de faire face aux vampires. Cependant, un illustrateur de livres de jeunesse accompagne des enfants en exode des ruines de la ville de Barcelone dans l'espoir de trouver un bon refuge pour les protéger des suceurs de sang.

## Publications

### Albums
- 1 Exode, 2013, Les Humanoïdes associés
Scénario : David Muñoz - Dessin : Manuel García - Couleurs : Javi Montes - Couverture : Michael Lark -  (ISBN 978-2-7316-4103-5)
- 2 Requiem, 2014, Les Humanoïdes associés
Scénario : David Muñoz - Dessin : Manuel García - Couleurs : Javi Montes - Couverture : Jaouen Salaün -  (ISBN 978-2-7316-1141-0)
- 3 Résurrection, 2015, Les Humanoïdes associés
Scénario : David Muñoz - Dessin : Manuel García - Couleurs : Javi Montes -  (ISBN 978-2-7316-8938-9)

### Intégrale
- La Terre des vampires : Intégrale, 2015, Les Humanoïdes associés
Scénario : David Muñoz - Dessin : Manuel García - Couleurs : Javi Montes -  (ISBN 978-2-7316-7364-7)

### Documentation
- Charles-Louis Detournay, « La Terre des vampires, tomes 1, 2 & 3 - Par David Muñoz & Manuel Garcia - Les Humanoïdes Associés », sur Actua BD, 25 juin 2015